# Ерік Кіллмонґер
Ерік Кіллмонґер (англ. Erik Killmonger), чи Золотий Ягуар (англ. Golden Jaguar) — суперлиходій з коміксів американського видавництва Marvel Comics. Завдяки великій підготовці, він є досвідченим бійцем і як фізично, так і психологічно рівносильний для його заклятого ворога Чорної Пантери.
Майкл Б. Джордан зіграв персонажа у фільмі 2018 року «Чорна Пантера», який є частиною кіновсесвіту Marvel.

## Історія публікації
Ерік Кіллмонґер вперше з'явився в сюжетній лінії Panther's Rage з Jungle Action #6-8 (вересень 1973-січень 1974 року) і був створений Доном Макґреґором і Річем Баклером.
Персонаж згодом з'являється в Jungle Action #12-18 (листопад 1974-листопад 1975 р.), Iron Man Annual #5 (1982), Over the Edge #6 (квітень 1996), Black Panther (vol. 3) #13 (грудень 1999), #15-16 (лютий-березень 2000), #18-21 (травень-серпень 2000), Deadpool (1997 1-ї серії) #44 (вересень 2000), Black Panther (vol. 3) #23-25 (жовтень-грудень 2000), #60 (липень 2003 року), і Black Panther (vol. 4) #35-38 (травень-вересень 2008).
Ерік Кіллмонґер отримав свій власний запис в All-New Official Handbook of the Marvel Universe A-Z #6 (2006).

## Біографія
Уродженець Ваканди, він народився під ім'ям Джадака. Коли Улісс Кло і його найманці напали на Ваканду, вони змусили отця-Джадаки допомогти їм; коли Кло зазнав поразки, батько помер, а його сім'я була заслана. Джадака опинився в Гарлемі, штат Нью-Йорк, виношуючи ненависть проти суперзлодія і Т'Чалли, який хотів відправити його у вигнання. Він змінив ім'я на Еріка Кіллмонґера і навчався в Массачусетському технологічному інституті, зневірившись помститися за смерть батька.
Врешті-решт він зв'язався з королем Т'Чаллою і був повернений назад в Ваканду, оселившись в селі, яка пізніше змінить свою назву на село Джадака на його честь. Він став диверсантом, мріючи позбавити Ваканду від того, що він назвав «білими колонізаторами» культурними впливами, і повернути його цілком на свої давні шляхи. Потім він скористався частими відлученнями Чорної Пантери в Америку до Месників, щоб організувати державний переворот разом з Бароном Макабре. Він був переможений і убитий, поки Мандарин не вимагав його тіло.

### Воскресіння
Використовуючи свої кільця, Мандарин зміг посилити Вівтар Воскресіння і відновити його до життя. Кіллмонґер повернувся до своєї коханки і союзника, Мадам Слей, і ці двоє замишляли вбити Чорну Пантеру і повернути в Ваканду її древній шлях.
Поки Тоні Старк відвідав Ваканду, Мадам Слей вибила Джима Роудса і взяла його в полон. Кіллмонґер, здавалося, вбив Чорну Пантеру, і звинуватив Роудса і Старка, переконавши вакандийців, що він може привести їх до помсти. Чорна Пантера повернувся, показавши, що він сфальсифікував свою смерть, використовуючи LMD. Чорна Пантера перемагає Кіллмонґера. Мандарин згадав своє кільце, і Кілмонґер повернувся до неживого скелета. Послідовники Кілмонґера воскресили його знову, і він ще кілька разів зіткнувся з Т'Чаллою.

### Захоплення Ваканди
У зв'язку зі спробою захоплення Ваканди чаклуном преподобним Ачебе і відсутністю Т'Чалли та контролю над країною, залишеної його регентом Евереттом Росс, Кілмонґер спробував отримати контроль над країною через свою економіку, змусивши Т'Чалла зупинити його. Націоналізувавши всі іноземні компанії в Ваканді і викликаючи біг на фондовому ринку. Два ворога билися в ритуальному бою за право керувати країною, і Кілмонґер, нарешті, зміг перемогти свого ворога і отримати статус Чорної Пантери для своїх. Він деякий час контролював Ваканду і навіть намагався успадкувати статус Месників Т'Чалли, але коли йому був даний обряд піднесення, необхідний для закріплення його положення, у його тіла була сильна реакція на серцеподібну траву, яку він повинен був вживати — це було отруйно для всіх, крім королівського родоводу. Хоча було б зручно дозволити йому померти і, без сумніву, мати право на посаду Чорної Пантери, Т'Чалла зберіг життя свого суперника.
Кіллмонґер зрештою вийшов з коми, таким чином виправляючи його положення як вождя Ваканди. Він вирушив до Нью-Йорка і зв'язався з Каспером Коулом, офіцером внутрішньої поліції, що ховаються під виглядом Чорної Пантери, щоб допомогти йому зі справами, і спробував отримати його в якості союзника (і одноразового Т'Чаллу), запропонувавши йому буферизованную версію у формі серця у формі пантери й допомогти знайти викраденого сина свого керівника. Натомість йому довелося відмовитися від особистості Пантери та взяти на себе роль помічника Білого Тигра з культу Пантери, і він повинен був би надати Кіллмонґеру послугу. У той час як Каспер погодився на це, він потім використав свої нові здібності, засновані на травах, для самостійного розшуку хлопчика, щоб уникнути заборгованості Кіллмонґера.
Т'Чалла знову стає єдиним правителем Ваканди, коли з'являється Кіллмонґер.

## Сили і здібності
- Пік людської сили: спеціальна трава поліпшила фізичну силу Кіллмонґера до вершини людської досконалості. Хоча він не надлюдина, він значно сильніше, ніж середня людина. На своєму піку він може підняти трохи менше ніж 800 фунтів.

- Пікова швидкість людини: Кіллмонґер здатний бігати і рухатися зі швидкістю, що перевищує швидкість будь-якого олімпійського спортсмена. Він здатний досягати швидкості 35 миль на годину.

- Пікова витривалість людини: мускулатура Кіллмонґера генерує менше втомних токсинів, ніж тіла більшості людей. Він може проявляти себе на максимальній силі приблизно за 1 годину до того, як втома почне діяти на нього.

- Пікова людська міцність: здатність Кіллмонґера чинити опір і відновлюватися після фізичної травми або хвороби також знаходиться на вершині людського потенціалу. У той час як він сприйнятливий до хвороби і травм, як і будь-яка нормальна людина, її здатність чинити опір і оговтатися від них набагато вище, ніж у більшості інших людей.

- Пікова людська спритність: гнучкість, рівновага і тілесна рухливість Кіллмонґера також посилюються до вершини людського розвитку. Він перевершує будь-якого гімнаста Олімпійського рівня.

- Пікові людські рефлекси: час реакції Кіллмонґера вище, ніж у будь-якого олімпійського спортсмена.

### Здібності
- Майстер бойових мистецтв: Кіллмонґер — досвідчений боєць. Він досить кваліфікований, щоб перемогти Чорну Пантеру.

- Політичний лідер: Ерік Кіллмонґер — революційний лідер, відомий всім вакандцям. Село, в якому він виріс, навіть було перейменованк в село Джадака. Його революційна харизма, його майстерність у політиці та економіці, його тактична хитрість роблять його одним із найбільших ворогів Чорної Пантери.

- Поліглот: Кіллмонґер може вільно говорити рідною, англійською та іншими мовами.

- Інтелект генія: Ерік Кіллмонґер — володіє неймовірно обдарованим розумом, змагається з Т'Чаллою. Маючи вроджене розуміння промисловості, політики, генетики й технічного дизайну, він має ступінь кандидата технічних наук і ступінь MBA в MIT, володіючи інженерними здібностями і інтелектом, що робить його рівним для багатьох найвидатніших умів на планеті. Доказ, тому може мати можливість винаходити та творити зброю, яка конкурує з будь-якими з найбільших інженерних винаходів.

- Дипломатичний імунітет: бувши лідером Ваканди, Кіллмонґер часто відвідував Сполучені Штати. Він користується дипломатичним імунітетом під час цих поїздок.

## Поза коміксами

### Фільм
- Майкл Б. Джордан зіграв Еріка Кіллмонґера у фільмі «Чорна Пантера»[4][5]. За сюжетом Ерік є американським чорношкірим солдатом на ім'я Ерік Стівенс, який отримав прізвисько «Кіллмонґер». Народжений під ім'ям Джадака, син Джобу, брата правителя Ваканди Т'Чакі. Він жив зі своїм батьком в Окленді, штат Каліфорнія, в Сполучених Штатах, до тих пір, поки не знайшов свого батька мертвим через конфлікт з Т'Чаллою про крадіжку вібраніуму. Він замишляє зайняти трон Т'Чалли та продовжити план батька по забезпеченню людей африканського походження у всьому світі зброєю Ваканди, щоб вони могли дати відсіч своїм гнобителям. Тому він зумів потрапити в Ваканду, взявши собою тіло ненависного Улісса Кло, якого він убив у Прикордонному племені, щоб заручитися їх підтримкою і кинути виклик королю Т'Чаллі в поєдинку за право на трон. Втім Кіллмонґер, мабуть, вбиває Т'Чаллу в дуелі, але той зміг вижити й знайти силу Чорної Пантери, щоб згодом продовжити незакінчений бій. Коли Кіллмонґер відмовляється продовжувати незакінчений поєдинок, Дора Міладже зраджує його, заявивши, що він не гідний бути королем, і він активує свій костюм Пантери для битви з охоронцями. Під час заколоту союзне прикордонне плем'я Кіллмонґера зазнало поразки, і сам Кіллмонґер смертельно поранений Т'Чаллою в ході їх тривалого поєдинку в шахті. Відмовившись від медичної допомоги, Кіллмонґер просить Т'Чаллу подивитися на захід у Ваканді в останній раз і вмирає, витягнувши клинок з своїх грудей, устромлений Т'Чаллою.
- Ходять чутки, що Кіллмонґер може знову з'явитися в анонсованому сіквелі «Чорної Пантери».[джерело?]

### Відеоігри
- Ерік Кіллмонґер з'являється як іграбельний персонаж в Black Panther і DLC для Lego Marvel's Avengers.[6]

## Нагороди
- Найкращий лиходій кіновсесвіту Marvel за версією Business Insider (2018).[7]
- Другий найбільший лиходій в історії кіно за версією Vulture (2018).[8]